# Thommanon
Le Thommanon est un temple hindouiste situé à l’est d'Angkor Thom, au nord de la chaussée qui mène à la Porte de la Victoire.
Avec Chau Say Tevoda placé au sud de cette voie, ils ont été construits tous les deux au XIIe siècle, probablement sous Sǖryavarman II.
Une seule enceinte entourée d'un fossé-douve contient deux gopuras, des "bibliothèques" et la tour sanctuaire, sculptés d'images çivaïtes et vishnuïtes.
La décoration en bas-relief et haut-relief  de qualité remarquable, où le Râmâyana occupe une place importante,  annonce le style d'Angkor Vat.
À moins de 200 m vers l’est sur la Voie de la Victoire, on peut voir les ruines d’un pont angkorien appelé Spean Thma.

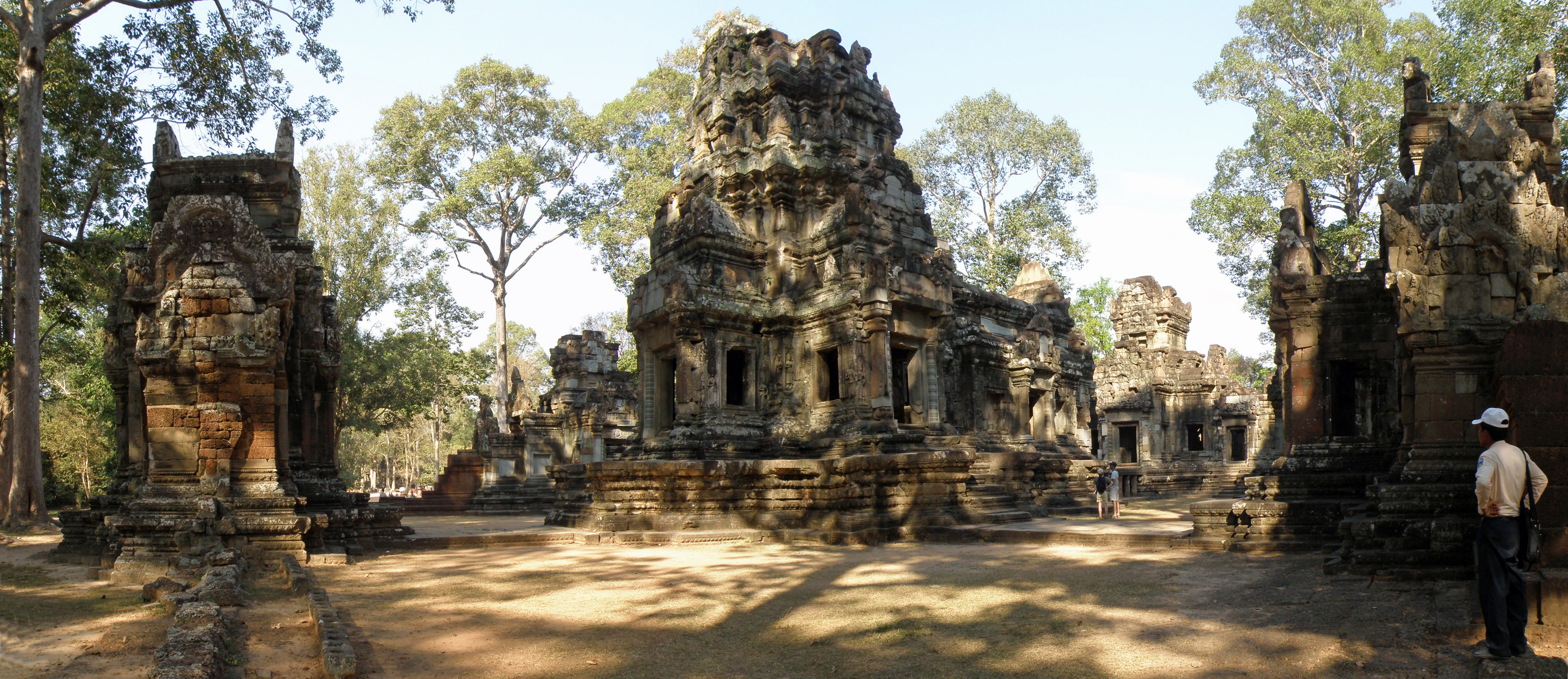